# 杉山由美子
杉山 由美子（すぎやま ゆみこ、1951年10月3日 - 2021年11月5日）は、日本の評論家。

## 人物・来歴
静岡県生まれ。早稲田大学文学部卒。『マダム』『日経ウーマン』編集部所属後、フリーランスライターとなり、教育、女性などをテーマに取材、執筆。

## 著書
- 『「総合職」の研究 女子大生の就職を考える』実務教育出版, 1990.4
- 『就職活動私の自己PR&志望理由 履歴書に書く面接で述べる 1992』実務教育出版, 1991.4 ー以後各年度版
- 『お母さんの保健室 主治医はやっぱりお母さん 子どものからだと心の問題、やさしく解決。』婦人生活社, 1991.4
- 『ワーキングマザーと保育園』(Hen party series) 弓立社, 1991.7
- 『ワーキングスタイルの探求 贅沢に生きる』広済堂出版, 1992.6
- 『女子学生のための「正しい」会社選び OGに学ぶ』1994年度版 (就職バックアップシリーズ) 実務教育出版, 1993.4ー以後各年度版
- 『お子様おけいこごと事情 子どもを伸ばすための教育とは』婦人生活社, 1993.9
- 『偏差値だけに頼らない私立中学選び 中学受験にチャレンジする前に』鎌倉書房, 1994.7 Wave出版, 1995.7ー以後各年度版
- 『営業ウーマンになりたい 自分を生かす働き方をするために』実務教育出版, 1995.11
- 『赤ちゃんができたらこんな本が読みたい』草思社, 1995.2
- 『間違いだらけの塾選び 中学受験にチャレンジする前にpart2』Wave出版, 1996.7
- 『恋と仕事には本が効く』WAVE出版, 1997.9
- 『赤ちゃんが来たらこんなことが起きる』小学館, 1998.10
- 『バギー・ママの明るい憂鬱』青木書店, 1998.12
- 『マンガ家里中満智子』 (こんな生き方がしたい) 理論社, 1998.4
- 『自分の仕事・働き方を見つける本 女子学生の就職』実務教育出版, 1999.1
- 『就職活動おたすけ掲示板 インターネットで見えた就職戦線"異状だらけ"』三修社, 1999.11
- 『21世紀お子様教育事情 おけいこごと・家庭のしつけ・受験』婦人生活社, 1999.4
- 『国際ボランティア星野昌子』(こんな生き方がしたい) 理論社, 1999.6
- 『もっと素敵な子育て 自分も大事にする母親になる』廣済堂出版, 2000.10
- 『共働きで「家を選ぶ」ということ 妻が仕事を辞める家、辞めない家』 WAVE出版, 2000.9
- 『いまどきの女の子を育てる100のヒント これからなにが起きるか?』婦人生活社, 2001.8
- 『就職活動おたすけメール 2004年版』三修社, 2002.10
- 『公務員赤松良子』(こんな生き方がしたい) 理論社, 2003.9
- 『卒婚のススメ 後半生もハッピーに生きるため、結婚のかたちを変えてみる』オレンジページ, 2004.4 のち静山社文庫
- 『ひとりっ子時代の子育て』 (生活人新書) 日本放送出版協会, 2005.1
- 『Sapixメソッド 難関中学合格率no.1驚異のノウハウ』日本実業出版社, 2005.3
- 『数学オリンピック選手を育てた母親たち』数学オリンピック財団編. 小学館, 2005.5
- 『人生なかばのギアチェンジ』オレンジページ, 2006.3
- 『大人のためのお稽古ごと入門』岩波書店, 2007.3
- 『長男が危ない! 熱心な母親ほど要注意』草思社, 2007.5　のち文庫
- 『Sapixカリキュラム なぜサピックスは驚異的な合格実績をあげられるのか』 WAVE出版, 2008.5
- 『親子でできる就職活動突破法』(新書y) 洋泉社, 2008.6
- 『子どもの気持ちがわからないときに読む本 どんなに愛しているか、語りかけてみませんか?』岩崎書店, 2008.8
- 『「教育」で働く』 (なるにはbooks 補巻 10) ぺりかん社, 2009.10
- 『宇宙飛行士になった子どもたち どんな家庭でどう育てられたか?』岩崎書店, 2009.12
- 『お子様おけいこごと事情 子どもを伸ばす習わせ方のコツと対策』岩崎書店, 2009.2
- 『お金をかけずに「できる子」を育てる どんどん賢くなる88の習慣』岩崎書店, 2009.9
- 『中学受験Sapixの授業 有名塾では何を教えているのか?』学研新書 2009.9
- 『与謝野晶子温泉と歌の旅』小学館, 2010.6
- 『今からはじめる!就職へのレッスン』(なるにはbooks ;別巻) ぺりかん社, 2011.10
- 『定年後年金プラス、ひとの役に立つ働き方』朝日新書 2014.7
- 『卒婚 これからの結婚のカタチ』出版芸術ライブラリー  出版芸術社, 2020.6

### 共著
- 『見えない虐待』 (生活人新書  廣中邦充共著. 日本放送出版協会, 2006.12
- 『中学受験Sapixの国語』清水昭弘共著. 学研教育出版, 2011.1
- 『中学受験Sapixの算数』清水昭弘 共著. 学研教育出版, 2011.1